# Thomas Rytter
Thomas Rytter Jakobsen, född 6 januari 1974 i Köpenhamn, Danmark, är en före detta fotbollsspelare.
Thomas Rytter är en högerback som började sin karriär i Lyngby BK. Han har även spelat för Sevilla FC i La Liga, FC Köpenhamn, VfL Wolfsburg i Bundesliga samt Brøndby IF. Han har spelat fyra A-landskamper för Danmark.
Efter spelarkarriären var Rytter tränare i bland annat Själlandsserieklubben Frederiksværk FK.